# Museu australià de fòssils i minerals
El Museu australià de fòssils i minerals (en anglès Australian Fossil and Mineral Museum) és un museu que es troba a la ciutat de Bathurst, a la regió de Nova Gal·les del Sud (Austràlia) que va ser inaugurar en el mes de juliol de 2004. La col·lecció es troba en un grup d'edificis patrimonials, els antics edificis de les escoles públiques de 1874, al centre de la ciutat.
A la prestigiosa «col·lecció Somerville» s'exhibeixen prop de 2.000 exemplars. Aquesta col·lecció està formada per fòssils i minerals, i inclou alguns dels exemplars científicament més significatius d'Austràlia.
Entre els elements més destacats de la col·lecció de minerals hi ha exemplars de més de 100 jaciments de mines australianes, com granats de 2000 milions d'anys, així com diamants, safirs, robins i maragdes.
Pel que fa als fòssils, es mostren tres esquelets de dinosaures, així com un crani de gat amb dents de sabre, fòssils d'ous de dinosaure i alguns dels fòssils més antics de les primeres formes de vida. També a la col·lecció hi ha un Gekko fossilitzat extremadament rar atrapat a l'ambre d'entre 24 i 30 milions d'anys. L'atracció principal per als turistes i entusiastes és l'esquelet de Tyrannosaurus rex (T.Rex) de més de deu metres de llarg i 4 d'alçada.